# Pesquera
Pesquera est une ville espagnole située dans la communauté autonome de Cantabrie.